# 1992 WK2
1992 WK2 är en asteroid i huvudbältet som upptäcktes den 18 november 1992 av de båda japanska astronomerna Seiji Ueda och Hiroshi Kaneda i Kushiro.